# صالح آل طالب
صالح آل طالب (ولد 1393 هـ / 1974 م) إمام وخطيب المسجد الحرام، وقاضي استئناف في المحكمة الجزائية بمكة المكرمة  سابقًا. حاصل على دكتوراه في الفقه المقارن من المعهد العالي للقضاء.

## مولده وحياته الشخصية
صالح بن محمد بن إبراهيم بن محمد بن ناصر آل طالب من قبيلة الفضول من بني لام من طَيّء، يرجع أصل عائلته إلى حوطة بني تميم. وهو من أسرة عرفت بالعلم والقضاء وحفظ القرآن. له من الأبناء ثلاث : عبد المجيد وهشام و عبداللطيف ومن البنات ثلاث. تتميز شخصية الشيخ بالهدوء والحياء والأخلاق العالية.

## دراسته النظامية والجامعية
كانت دراسته الابتدائية والمتوسطة والثانوية بمدارس تحفيظ القرآن الكريم بالرياض, وسجل في كلية الشريعة بعدها وتخرج في الرياض عام 1414هـ، التحق في مرحلة الماجستير بالمعهد العالي للقضاء قسم الفقه المقارن وتخرج فيه عام1417هـ. صدرت موافقة ولي العهد بترشيحه مع ثلاثة قضاة آخرين للحصول على درجة الدكتوراه في القانون الدولي من بريطانيا، لحاجة البلد إلى وجود قضاةٍ يحملون مع تأهيلهم الشرعي تأهيلاً قانونياً لتمثيل البلاد دولياً عند الاقتضاء، ثم تم انتدابه لمجلس الوزراء تهيئة لابتعاثه وقبل توجهِه صدر الأمر الملكي بتعيينه إماماً وخطيباً بالمسجد الحرام بمكة المكرمة فآثرها على الابتعاث، وأمضى ما مجموعه تسعة أشهر في إنجلترا لدراسة اللغة الإنجليزية وحصل على قدر لا بأس به من اللغة تمكنه من إلقاء كلمات باللغة الإنجليزية للوفود الأجنبية الرسمية وغير الرسمية التي يكلف أئمة المسجد الحرام عادة بلقائهم والتحدث معهم.

## دراسته الشرعية ومشايخه

### طلب العلم
درس على عدد من العلماء في المساجد ومن شيوخه الذين استفاد منهم:
- والده الشيخ محمد بن إبراهيم بن محمد آل طالب.
- جده الشيخ إبراهيم بن محمد بن ناصر آل طالب.
- الشيخ عبد العزيز بن عبد الله بن باز.
- الشيخ عبد الله بن عبد الرحمن الغديان.
- الشيخ عبد الله بن عبد الرحمن بن جبرين.
- الشيخ صالح بن عبد العزيز آل الشيخ وزير الشؤون الإسلامية بالسعودية سابقًا.
- الشيخ عبد الله بن محمد الخنين عضو هيئة كبار العلماء.
- الشيخ عبد العزيز بن إبراهيم بن قاسم القاضي في المحكمة الكبرى في الرياض سابقا.
- الشيخ د. سعد الحميد رئيس قسم الدراسات الإسلامية بجامعة الملك سعود سابقا.
- الشيخ د. عبد العزيز بن محمد السدحان المحاضر في كلية الشريعة في الرياض.
- الشيخ عبد العزيز بن عبد الله آل الشيخ مفتي عام المملكة العربية السعودية.
- الشيخ صالح السدلان.

### حفظ القرآن
حفظ الشيخ صالح القرآن الكريم قبل البلوغ, كما أتقن حفظ القرآن تلاوة وحفظا مع الدراسة العامة للقراءات العشر على كثير من المشايخ منهم:
- الشيخ المقرئ محمود عمر سكر.
- الشيخ المقرئ صابر حسن أبو سليمان.
- الشيخ المقرئ عبد الحليم صابر عبد الرزاق.
- الشيخ المقرئ عبد المالك أبو محمد.
- الشيخ المقرئ محمد صابر السليماني

## المسيرة القضائية
عمل ثلاث سنين بالمحكمة الكبرى والمستعجلة بالرياض حيث لازم الشيخ عبد العزيز بن إبراهيم القاسم والشيخ عبد الإله بن عبد العزيز الفريان رئيس محاكم الطائف والشيخ محمد بن فهد آل عبد الله رئيس هيئة التحقيق والادعاء العام والشيخ سعود المعجب رئيس النيابة العامة، وأفاد منهم كثيرا ثم عُيّن قاضيا في محكمة محافظة تربة عام 1418هـ وعمل فيها سنتين، ثم انتقل قاضيا لمحكمة محافظة رابغ عام 1420هـ وبقي فيها سنتين ونصف، ثم انتقل قاضيا بالمحكمة الكبرى بمكة المكرمة ولا زال قاضيا بمكة حتى اليوم.
- في فترة قضائه برابغ عمل قاضيا بالانتداب بمحكمة بدر ومحكمة خليص عدة مرات لعدة أشهر أثناء غياب قضاتها. كما سبق ندبه عدة مرات لعدة أشهر إلى وزارة العدل.
- يتميز الشيخ بالكفاءة في عمله القضائي والجَلَد في حلِّ القضايا, وقد وجه من قبل مجلس القضاء الأعلى لإحدى المحاكم لاختلال العمل فيها وعدم استقراره لسنوات مما تسبب في إعفاء القاضيين الذين قبله وإحالتهم للتقاعد المبكر فاستطاع خلال أشهر أن يسيّر العمل تسييراً حسناً تلقى على أثره شكراً وتقديراً من بعض أعضاء مجلس القضاء الأعلى رغم أن فضيلته كان عمره ثمانيةً وعشرين سنة.
- للشيخ جهد دعوي البلاد التي يحل بها, ففي مدينة رابغ كان له الفضل بعد الله في تحريك المناشط الدعوية والتي كانت شبه متوقفة في البلد لأسباب يعرفها من عاصر فتنة الحرم من أهل البلد قبل أكثر من عشرين سنة, فاجتمع عليه شباب البلد وأسس جمعيةً لتحفيظ القرآن الكريم ومكتباً لدعوة الجاليات ومكتب إفتاء وتوجيه وقام هو بالعمل فيها.
- كان يقيم عددا من الدروس والمحاضرات العامة الأسبوعية والموسمية.

## المناصب والمشاركات

### المناصب التي تقلدها
- رئيس مجلس إدارة جمعية هدية الحاج والمعتمر الخيرية بمكة المكرمة[3]
- قاضِ بالمحكمة الجزئية بمكة المكرمة.
- صدر الأمر الملكي بتعيينه إماما بالمسجد الحرام بتاريخ 28\8\1423هـ وأول فرض أم به المصلين في المسجد الحرام هو صلاة العصر في اليوم الأول من رمضان من نفس العام.
- صدر الأمر الملكي بتكليفه بالتدريس في المسجد الحرام بتاريخ 20\8\1430هـ.
- الإمام السابق بمسجد عليَّاء آل الشيخ في حيّ السويدي بالرياض منذ أن كان عمره 17 عاما.
- عضو فريق التحكيم السعودي لحفظ القرآن الكريم.
- رئيس جمعية تحفيظ القرآن الكريم في رابغ الذي قام بإنشائها عام 1420هـ.
- رئيس جمعية قرى جنوب مكة الدعوية الذي أنشأها عام 1428هـ.
- رئيس لجنة مكافحة التدخين في مكة المكرمة.
- عضو جمعية عناية الطبية التابعة لوزارة الصحة.
- كما أنه رئيس وعضو للعديد من الجمعيات واللجان في المملكة العربية السعودية وفي الخارج.

### المؤتمرات واللقاءات
- العمل الدعوي في الولايات المتحدة الأمريكية عام 1415هـ.
- المؤتمر الدولي للتحكيم التجاري بمحكمة العدل الدولية في لاهاي بهولندا عام 1422هـ.
- مؤتمر الجوانب القانونية للتجارة الاكترونية بجامعة الدول العربية بالقاهرة في مصر.
- الملتقى القضائي العربي الثاني بمركز القاهرة الإقليمي للتحكيم التجاري الدولي في مصر.
- الملتقى القضائي العربي في الرباط بالمغرب العربي.
- دورة في التحكيم التجاري الدولي نال بها شهادة من معهد القانون الدولي بواشنطن.
- درس اللغة الإنجليزية بأكسفورد ببريطانيا مدة تقارب تسعة أشهر.

## مؤلفاته
له كتاب مطبوع بعنوان "أثر المسجد الحرام في نشر الثقافة"، وكذلك لديه بحوث لم تطبع منها رسالة الماجستير بعنوان "أحكام حديث العهد بالإسلام"، وكذلك بحث في الاجتهاد والتقليد. وبحث في هبة الوالد. وبحث في النفاق.

## اعتقاله والحكم عليه
في 19 أغسطس 2018 الموافق 8 ذو الحجة 1439 هـ، تداولت المواقع الإخبارية خبر اعتقاله من قبل السلطات السعودية، وقالت أن أنباء ترددت حول سبب الاعتقال هو دعوته في خطبة الجمعة للإنكار على أهل المنكر 
في أغسطس 2022، حكمت محكمة الاستئناف السعودية على الشيخ صالح آل طالب بالسجن عشر سنوات بعدما نقضت حكم البراءة السابق في حقه.